# 固有写像
数学において、位相空間の間のある函数が固有写像（こゆうしゃぞう、英: proper map）であるとは、コンパクト部分集合に対するその逆像がコンパクトであることをいう。代数幾何学において、類似の概念は固有射と呼ばれる。
なお、「固有」はproperの直訳であるが、properには「適切な」「妥当な」「ちゃんとした」といった意味もあり、proper embeddingを「適切な埋め込み」と訳す例もある。

## 定義
二つの位相空間の間の函数 f : X → Y が固有（proper）であるとは、Y 内のすべてのコンパクト集合の原像が X においてコンパクトであることをいう。
この他にもいくつかの異なる定義がある。例えば、連続写像 f が固有であるとは、それが閉写像であり、Y 内のすべての点の原像がコンパクトであることをいう。Y が局所コンパクトかつハウスドルフであるなら、それらの定義は同値となる。この事実の証明についてはこの節の最後を参照されたい。より抽象的に、f が固有であるとは f が普遍的に閉（universally closed）であること、すなわち任意の位相空間 Z に対して、写像
f × idZ: X × Z → Y  × Z
が閉であることをいう。これらの定義は、X がハウスドルフであり、Y が局所コンパクトハウスドルフであるときには一致する。
X と Y が距離空間であるときの、より直感的な定義は次のものである：ある位相空間 X の無限点列 {pi} が無限大に逃げる（escapses to infinity）とは、すべてのコンパクト集合 S ⊂ X に対して高々有限個の点 pi のみが S に含まれることをいう。連続写像 f : X → Y が固有であるとは、X において無限大に逃げるすべての点列 {pi} に対して、{f(pi)} が Y において無限大に逃げることをいう。
この最後の点列のアイデアは、列固有（sequentially proper）の概念と関連するように思われる。この点については参考文献を見られたい。

### 証明
{\displaystyle f:X\to Y} を、すべての {\displaystyle y\in Y} に対して {\displaystyle f^{-1}(y)} が（X において）コンパクトであるような連続閉写像とする。{\displaystyle K} を {\displaystyle Y} のコンパクト部分集合とする。このとき {\displaystyle f^{-1}(K)} がコンパクトであることを示す。
{\displaystyle \{U_{\lambda }\vert \lambda \ \in \ \Lambda \}} を {\displaystyle f^{-1}(K)} の開被覆とする。するとすべての {\displaystyle k\ \in K} に対して、これは {\displaystyle f^{-1}(k)} の開被覆でもある。後者はコンパクトであると仮定されているので、有限の部分被覆を持つ。言い換えると、すべての {\displaystyle k\ \in K} に対して、{\displaystyle f^{-1}(k)\subset \cup _{\lambda \in \gamma _{k}}U_{\lambda }} を満たすような有限の集合 {\displaystyle \gamma _{k}\subset \Lambda } が存在する。集合 {\displaystyle X\setminus \cup _{\lambda \in \gamma _{k}}U_{\lambda }} は閉である。f は閉写像であるため、その像は Y において閉である。したがって、集合 {\displaystyle V_{k}=Y\setminus f(X\setminus \cup _{\lambda \in \gamma _{k}}U_{\lambda })} は Y において開である。{\displaystyle V_{k}} が点 {\displaystyle k} を含むことを確かめることは容易である。今 {\displaystyle K\subset \cup _{k\in K}V_{k}} であり、K はコンパクトと仮定されているため、{\displaystyle K\subset \cup _{i=1}^{s}V_{k_{i}}} であるような高々有限個の点 {\displaystyle k_{1},\dots ,k_{s}} が存在する。さらに、集合 {\displaystyle \Gamma =\cup _{i=1}^{s}\gamma _{k_{i}}} は有限集合の有限の合併であるため、{\displaystyle \Gamma } は有限である。
今 {\displaystyle f^{-1}(K)\subset f^{-1}(\cup _{i=1}^{s}V_{k_{i}})\subset \cup _{\lambda \in \Gamma }U_{\lambda }} が従い、{\displaystyle f^{-1}(K)} の有限部分被覆を見つけることが出来るため、証明は完成される。

## 性質
- 位相空間がコンパクトであるための必要十分条件は、その空間からある一点への写像が固有写像であることである。
- あるコンパクト空間からハウスドルフ空間へのすべての連続写像は、固有かつ閉である。
- f : X → Y が連続な固有写像であり、Y がコンパクト生成ハウスドルフ空間（英語版）（これは第一可算的あるいは局所コンパクトなハウスドルフ空間を含む）であるなら、f は閉である[4]。

## 一般化
位相空間の固有写像の概念は、locales やトポスへ一般化することが可能である。(Johnstone 2002) を参照されたい。